# Grote of Sint-Barbarakerk (Culemborg)

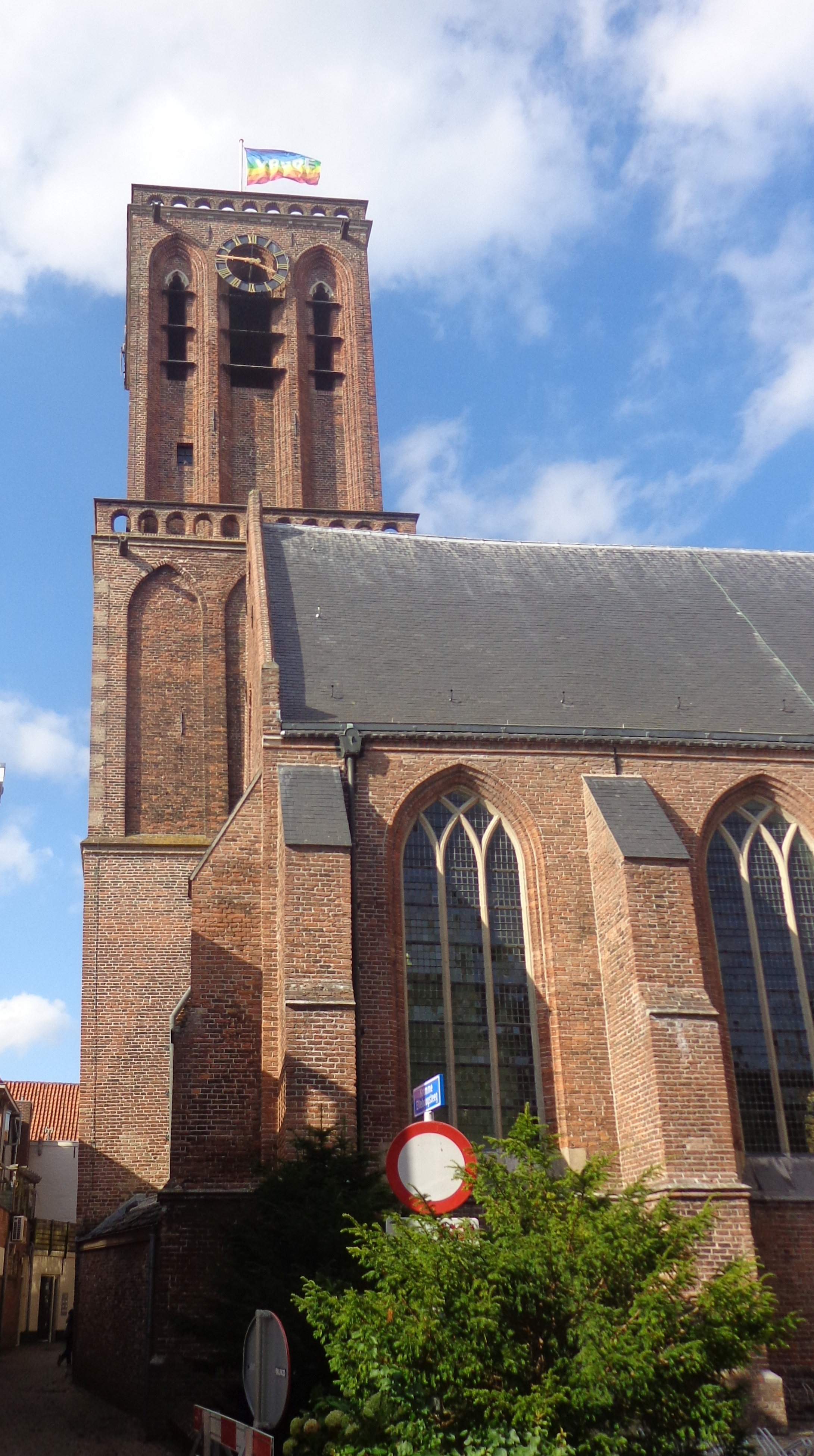
Grote of Sint-Barbarakerk (Culemborg)

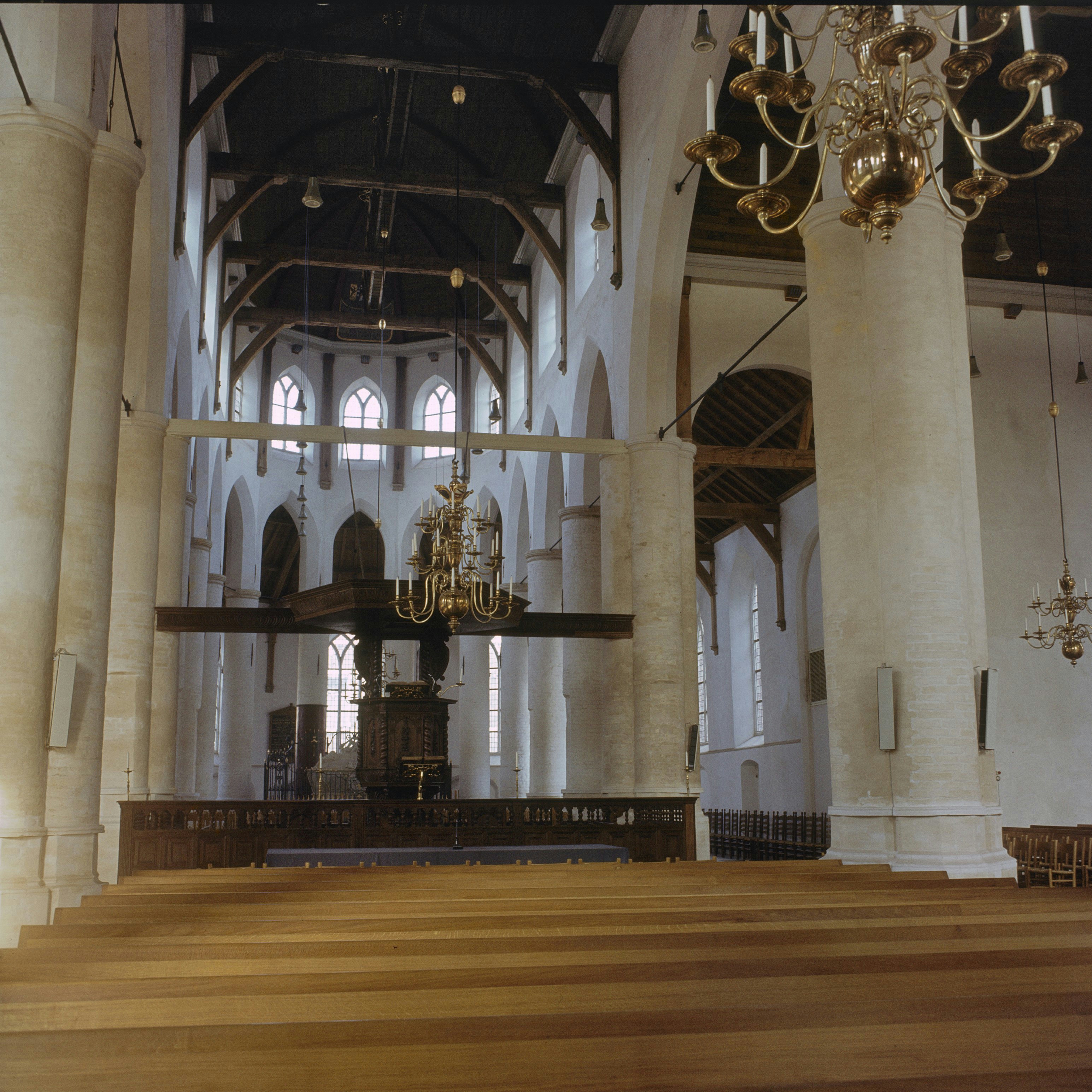
Innenansicht

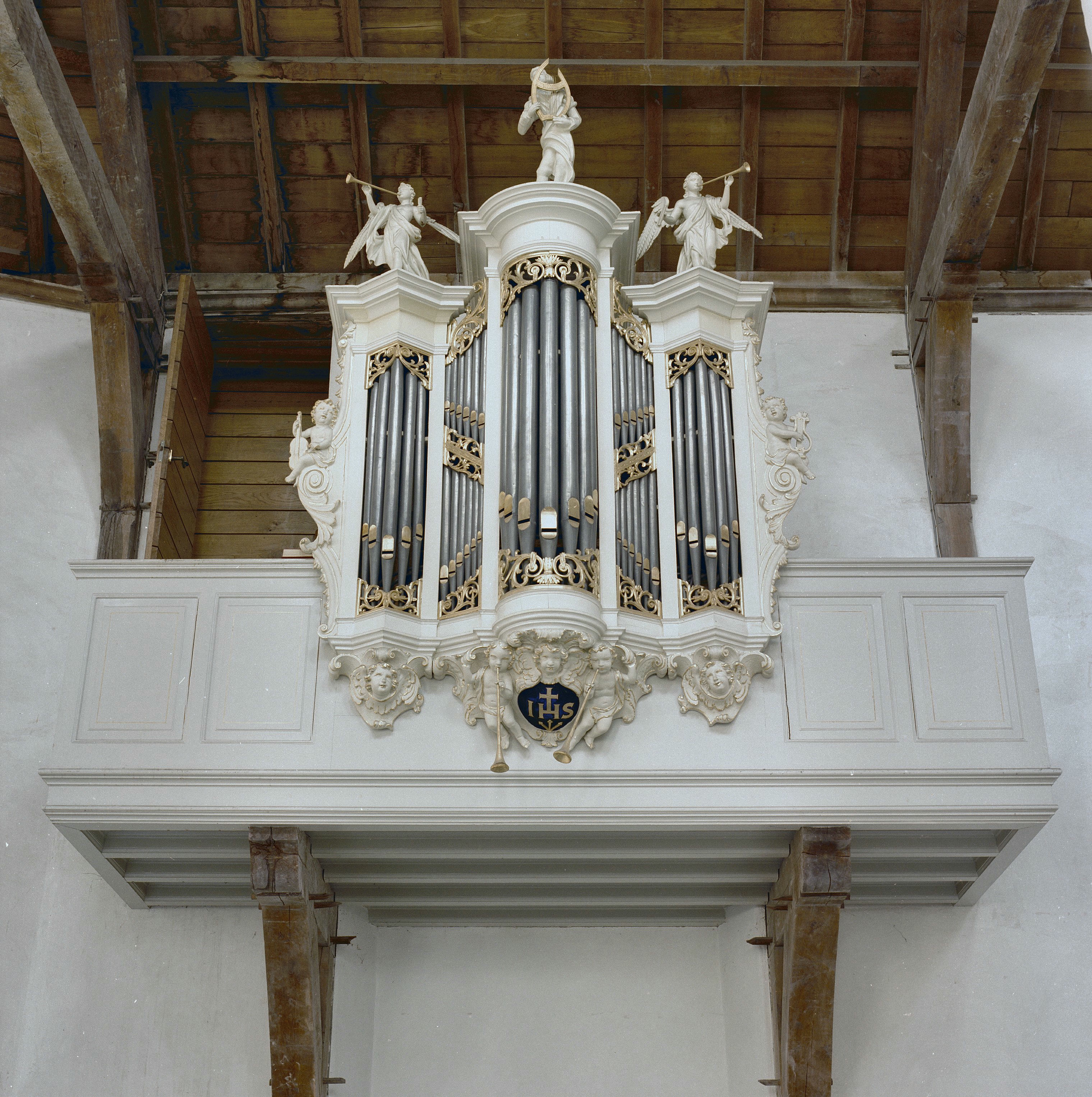
Innenansicht mit Chororgel

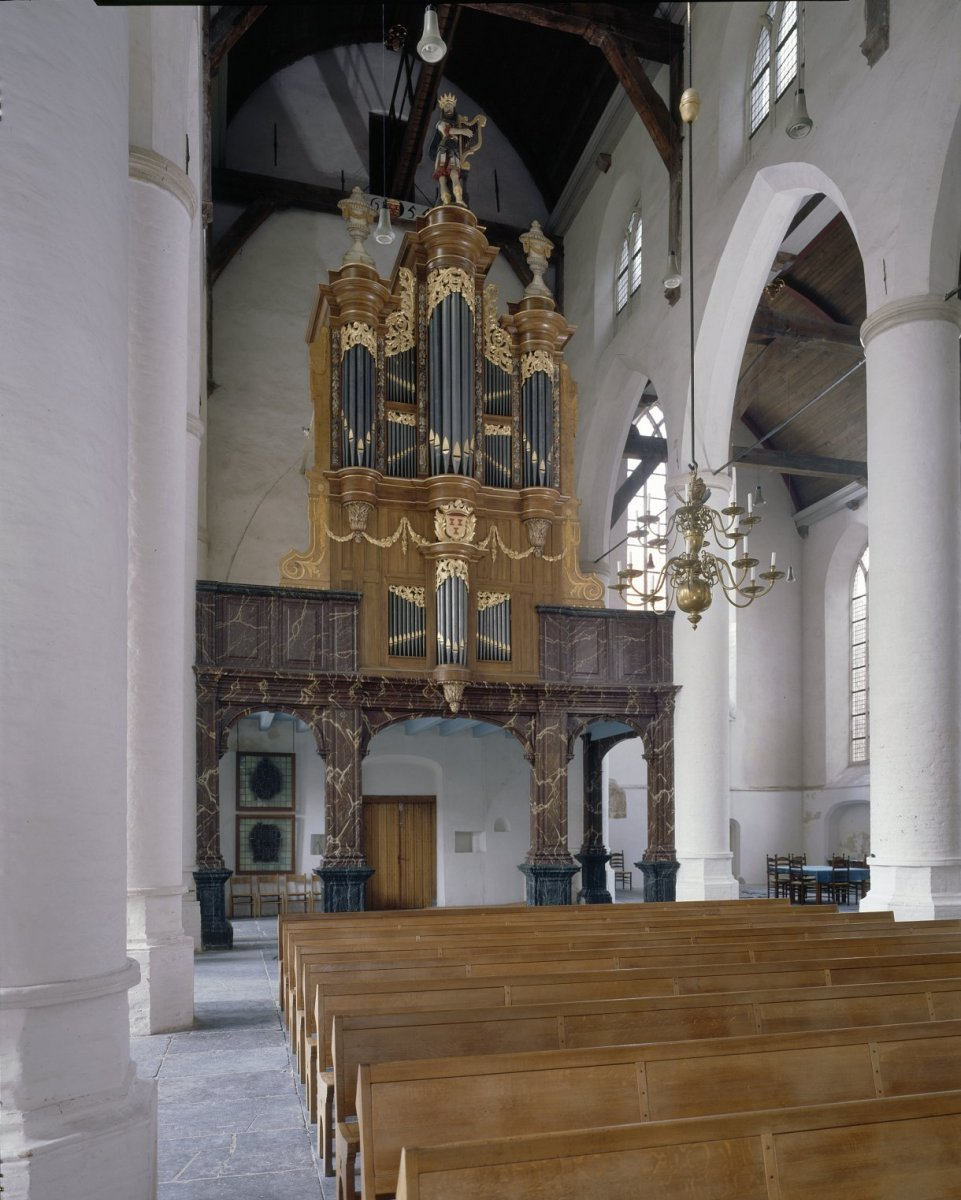
Innenansicht mit Hauptorgel

Die Grote of Sint-Barbarakerk in Culemborg (deutsch Große oder St. Barbarakirche) ist ein Kirchengebäude der Protestantischen Kirche in den Niederlanden. Die gotische kreuzförmige Basilika befindet sich in der Grote Kerkstraat in Culemborg und sollte nicht mit der römisch-katholischen Barbarakerk oder der altkatholischen Pfarrei St. Barbara und Antonius in Culemborg verwechselt werden. Die Kirche steht als Rijksmonument unter Denkmalschutz.

## Geschichte und Architektur
Die Große oder St.-Barbara-Kirche wurde im 14. Jahrhundert erbaut und brannte 1654 nieder. Danach wurde die Kirche wiederaufgebaut. Ursprünglich war sie eine römisch-katholische Kirche, aber während der Reformation wurde sie 1578 enteignet und an die Protestanten übergeben.
Die Kirche ist eine nüchtern gestaltete kreuzförmige Basilika aus Backstein, deren Schiff seine heutige Form wahrscheinlich im zweiten Viertel des 15. Jahrhunderts durch den Umbau einer Pseudobasilika erhielt. Ebenfalls aus dem zweiten Viertel des 15. Jahrhunderts stammt der Chor mit Lettner und Querschiff, der nach der Erhebung zur Stiftskirche im Jahr 1421 errichtet wurde. Um 1500 wurden die Seitenschiffe verbreitert, und im ersten Viertel des 16. Jahrhunderts wurden Kapellen in Höhe des Querschiffs errichtet: die Kreuzkapelle auf der Südseite und die Marienkapelle auf der Nordseite. Südlich des Chors befindet sich eine zweigeschossige Sakristei mit dreiseitigem Abschluss und einem Treppenturm, dessen Erdgeschoss ein Netzgewölbe auf geschnitzten Konsolen aufweist (um 1525). Die vollständig von hölzernen Tonnengewölben auf Zugankern überdachte Kirche hat einfache Säulen und einen zweiteiligen Wandaufriss.

## Ausstattung
Das reiche Inventar stammt aus dem 17. und 18. Jahrhundert und wurde wegen der 1964 begonnenen Restaurierungsarbeiten vorübergehend entfernt. Die Kanzel mit Messingpult ist ein Werk aus dem Jahr 1658. Das Taufgeländer mit Messingleuchtern und Kirchenbänken an den westlichen Vierungspfeilern, ein beachtenswertes Ensemble, wurde im 17. Jahrhundert vom Utrechter Tischler Joris Fluyt hergestellt. Die Kirchenbänke haben einen Baldachin aus der Zeit um 1800. Im Querschiff sind zwei überdachte Herrschaftsgestühle aus dem letzten Viertel des 17. Jahrhunderts aufgestellt (der südliche stammt aus der Sint-Janskerk in der südlichen Vorstadt, wurde im 19. Jahrhundert vergrößert und trägt ein polychromes Stadtwappen). Im nördlichen und südlichen Seitenschiff sind zwei Portale aus dem dritten Viertel des 17. Jahrhunderts von Joris Fluyt eingebaut. Im nördlichen Umgang sind drei beschädigte Votivsteine mit Reliefs aus dem 15. und 16. Jahrhundert erhalten. Ein Grabmal aus weißem Marmor innerhalb einer schmiedeeisernen Umzäunung steht im Chor für Catharina Alida van der Dussen; es wurde 1746 von I. Pollina geschaffen, mit einem bekrönenden Putto von J. Francois Maas. Im südlichen Querschiff befindet sich ein Epitaph, 1655, für Frederic d’Orville in Sandstein, mit geschnitztem Rahmen. Zahlreiche geschnitzte Grabsteine aus dem 17. und 18. Jahrhundert und im Chor ein steinerner Grabstein von Elisabeth van Buren, der Gemahlin von Gerhard II. von Culemborg, 1451, mit gotischem Blattwerk sind weiterhin zu erwähnen. Der Durchgang vom Kirchenschiff zum Turm ist durch eine beschlagene Tür aus dem 15. Jahrhundert verschlossen, die auf beiden Seiten von späteren Türen bedeckt ist.
Die Kirche wurde von 1963 bis 1968 restauriert, im Jahr 2012 wurde die Fußbodenheizung erneuert und erweitert.

## Orgeln
Die Kirche verfügt über eine Hauptorgel und eine Chororgel. Die große Orgel mit Hauptwerk und Unterpositiv in einem geschnitzten Gehäuse, das 1804 verändert wurde, stammt aus dem Jahr 1719 von Matthijs Verhofstadt. Sie ist die am besten erhaltene Orgel von Verhofstadt und hat 28 Register auf zwei Manualen und Pedal. Das selbstständige Pedal wurde bei der Restaurierung 1970 hinzugefügt. Die Chororgel hat ein Manual und ein angehängtes Pedal und wurde um 1750 von Vitus Wiegleb erbaut. Sie wurde 1968 in Culemborg eingebaut. Im Jahr 1971 wurde die Orgel restauriert. Im Jahr 1967 wurde die Orgel im Chorraum aufgestellt. Die Orgel wurde zuvor in Naarden und Baarn eingesetzt und hat 11 Register auf einem Manual und Pedal.

## Turm
Im Turm der Grote oder Sint-Barbarakerk befindet sich ein Glockenspiel mit 47 Glocken, neun Bassglocken, die von den Gebrüdern Hemony gegossen wurden (von denen vier 1870 verkauft wurden), und eine Glocke, die einen Riss hatte. Zwei der verkauften Glocken wurden später an das Glockenspiel zurückgegeben, die beiden anderen Glocken wurden 1952 von der Glockengießerei Eijsbouts gegossen. Die an Hilvarenbeek verkaufte Hemony-Glocke wurde 2010 nach Vermittlung von Gideon Bodden an Culemborg zurückgegeben. Im Jahr 2021 kehrte die Hemony-Glocke zum Geläut zurück. Im Jahr 2021 wurde das Glockenspiel repariert und mit neuen Klöppeln und einem neuen Spieltisch ausgestattet. Dick van Dijk ist der Carilloneur des Glockenspiels.